# Agapi Mkrtchian

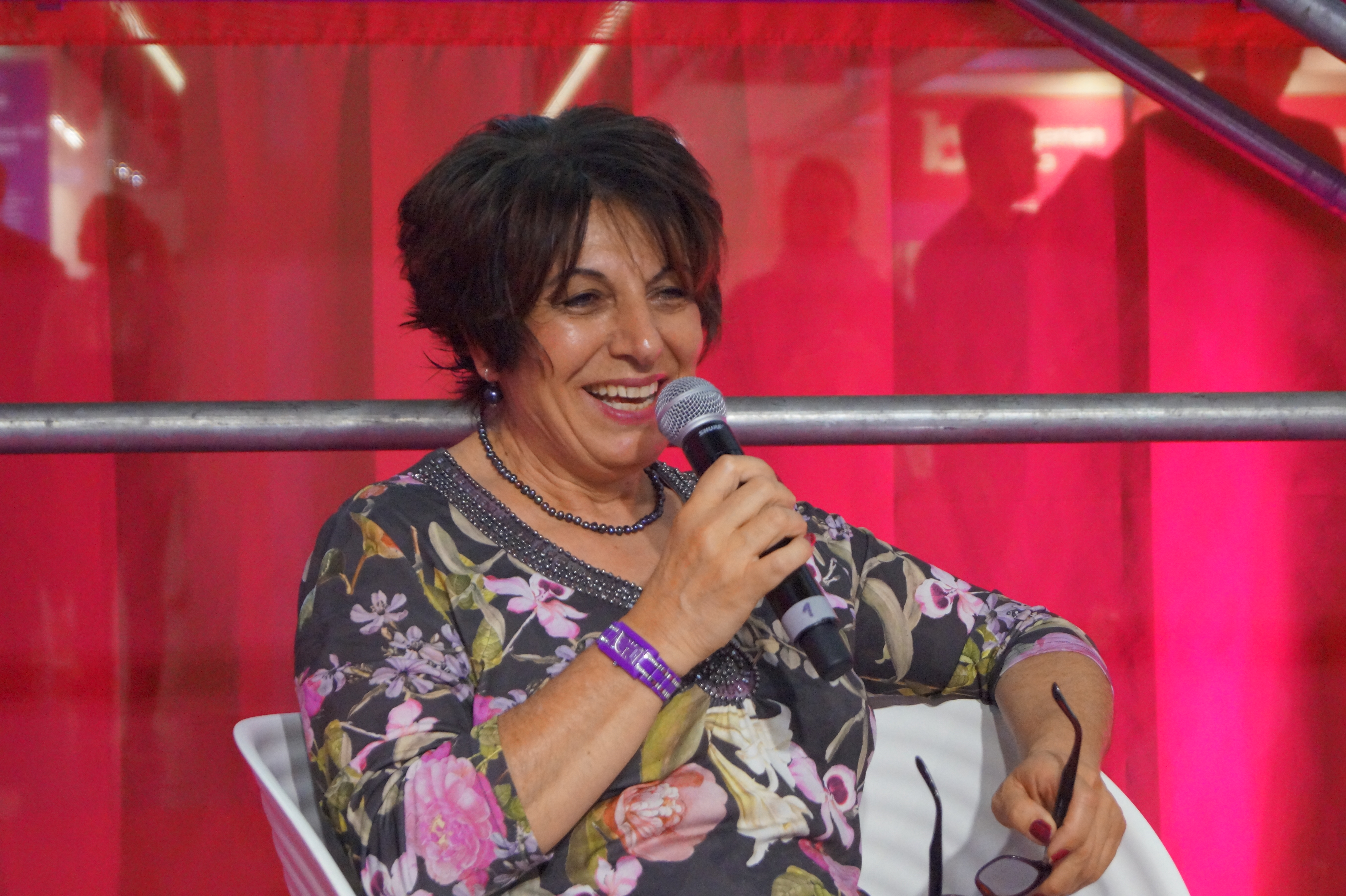
Agapi Mkrtchian auf der Frankfurter Buchmesse 2019

Agapi Mkrtchian (* 1956 in Armenien) ist Übersetzerin. 

## Leben und Wirken
Agapi Mkrtchian wurde 1956 im Dorf Hrazdan (heute Gegaschen) in der Provinz Kotajk der Republik Armenien geboren. Sie studierte „Deutsch als Fremdsprache“ in Jerewan und anschließend Germanistik in Jena. Zunächst arbeitete sie als Lektorin für „Deutsch als Fremdsprache“ in Jerewan, später als Abteilungsleiterin in einem Kindermuseum. 
Sie konnte 1986 zu ihrem deutschen Mann, den sie 1985 geheiratet hatte, in die Bundesrepublik Deutschland einzureisen. An der J.W. von Goethe-Universität in Frankfurt am Main absolvierte sie ein Aufbaustudium. Sie lebt seit 1986 in Wiesbaden, wo sie seit 1993 als Lehrerin an einer Schule arbeitet.

## Werke (Auswahl)
- „Meine andere Hälfte“, Märchen und Poesie aus Armenien, Frankfurt, 2006.
- „An jenem weißen Abend“, Poesie und Prosa, Frankfurt, 2011.
- Armeniens Herz. Größenwahn Verlag, Frankfurt am Main, März 2017, Erste Auflage.
- T̕owmanyan, Hovhannes – Stolzalpe: Armenische Märchen. Wolfgang Hager Verlag, 2019.